# Къща на Хаджигеоргакис Корнесиос
Къщата на Хаджигеоргакис Корнесиос (на гръцки: Αρχοντικό Χατζηγεωργάκη Κορνέσιου; на английски: Hadjigeorgakis Kornesios Mansion) (Етнографски музей) в Никозия, заедно с двора към нея, е един от най-важните примери на кипърската градска архитектура от 18 век. В наши дни е отворена за обществеността като етнографски музей. Сградата се намира в чертите на Стария град, близо до Архиепископията. По време на османското и британско владичество това е мястото, традиционно обитавано от класата на богатите гърци. Външният му архитектурен облик напомня на имение от средновековния период. Градската среда около нея съдържа и други знакови за Кипър и града сгради като църквата „Свети Антоний“, катедралата „Свети Йоан“, Византийския музей, Общокипърската гимназия, джамията Омерийе, османският хамам и други.

## История на сградата
Сградата датира от 18 век и се счита за най-значимия представител на градска архитектура в Никозия от епохата на османското владичество. Тя рязко се откроява сред останалите тухлени и каменни постройки, които преобладават в този район. По това време двуетажни каменни къщи, със зарешетени прозорци и покрити тераси, стърчащи над останалите сгради, са рядкост. Къщата се откроява и по отношение на своя монументален характер, нестандартна архитектура, уникалните цветове в интериора, вътрешната украса, и своето историческо значение.
Къщата, с двора около нея, е била имение и резиденция на Хаджигеоргакис Корнесиос, който пристига от село Криту Тера в провинция Пафос и получава титлата „драгоман“ (преводач) към дивана на турския султан. Това е една от най-престижните длъжности, давани на местните християни от османските държавни органи и присъждана на високо образовани лица с владеене на гръцки и турски език.
Като преводач Хаджигеоргакис разглежда въпроси, свързани с данъчното облагане и администрацията, които го поставят в контакт с местните ръководни органи в Кипър. Народът и духовенството му оказват високо уважение и почит, особено след като става ключов фактор за уволнението на тираничния управител Хаджибакис. Това повишава силата и влиянието му и през 1796 получава с указ от султан Селим III доживотно назначение като драгоман. В резултат на това натрупва значително богатство. С част от него сериозно допринася за защита на християните, предлага финансова и морална подкрепа за православната църква на Кипър и насърчава образованието.
Заради клевети през 1809 година е обезглавен в Константинопол, въпреки усилията на посланиците на Англия и Русия. Всичките му имоти са конфискувани, а семейството му живее в изгнание. Къщата е закупена от Хатидже ханъм от турската фамилия Магнисали за 13 000 гроша.
През 1830 година, най-малкият син на Хаджигеоргакис се връща в Никозия и купува обратно къщата със заем, получен от епархията. След смъртта му през 1874 година имотът остава на жена му, която от своя страна го завещава на племенницата си Урания Захариаду, тъй като двамата нямат собствени деца. След това собственици стават четирите дъщери на Урания. Последният собственик, Джулия Пики, умира през 1979 година и в съответствие с желанието ѝ част от имението остава на сестра ѝ Ана Димитриадис, а друга част, заедно с обзавеждането, е дарена на епархията. Малко след това Ана продава своята част на Министерството на старините.
През 1935 година къщата, заедно с градината, е обявена за архитектурен и исторически паметник на културата. Между 1981 и 1987 година тече сериозна реставрация и след завършването ѝ имението получава наградата „Europa Nostra“ – общоевропейска федерация от асоциации, създадена за популяризиране и защита на европейското културно наследство и природната среда. Днес сградата функционира като етнографски музей.

## Описание
Според надпис от вътрешната страна на входната врата, къщата е построена през 1793 година. Това е голяма двуетажна сграда, външната фасада на която е изградена от блокове местен пясъчник, с три крила, разположени П-образно едно спрямо друго. На фасадата има три реда прозорци с железни решетки, поставени високо на солидните стени. Тези на втория етаж са по-големи и решетките им обхващат само долната половина. На първия и последния етаж са по-малки и изцяло зарешетени. Над главната порта на северната фасада е изграден затворен балкон.
В голямата си част вътрешните фасади (към двора) на двете крила с южно изложение се състоят от дървена конструкция, запълнена с различни материали. Прозорците са по-гъсто поставени, а стените са варосани. Отличен архитектурен акцент представлява аркадата на партера, продължаваща по дължината на цялата сграда, създавайки по този начин галерия, която обрамчва двора.
Главният вход към имението представлява слабо заострена арка с релефна украса, вероятно запазена от по-ранна сграда. Отвън над нея е вградена мраморна плоча, също от предишна сграда, с крилатия лъв на Венецианската република. Лицето му гледа навън, а в десния си преден крак носи отворено евангелие с латински надпис върху две страници: „Pax tibi Marce Evangelista meus“ („Нека мирът бъде с теб, Марк, моя евангелист“). Пред него има разрушена кула, с издигнат флаг. С два от другите си крака е стъпил върху щит с двуглав орел, заобиколен от хоризонтално разположени нарове. В центъра на орела върху един връх се издига кръст, а в долната част са изобразени палмети. В най-опростената си форма напомня герба на латинизираната гръцка фамилия Подокатарос, чието име носи един от бастионите на Венецианската стена в Никозия.
Отвътре над главния вход отново е поставена мраморна табела. Тя съдържа монограм на Хаджигеоргакис Корнесиос и датата 1793 година, поставени над три релефно издълбани кръста.
В двора е изградена мраморна чешма, зад която е иззидан тухлен резервоар за събиране на вода. Мраморната плоча над чешмата носи релефно издълбана датата 29 юли 1803. В центъра ѝ има барелефно изображение на двуглав орел с кръст в средата на тялото му. Ограден е от две антропоморфни птици, стъпили върху декоративни полуколони.
Освен чешмата, в двора са изградени каменни помещения, в които се намират кухнята и готварските огнища с комини. В южната част на откритото пространство е разположена самостоятелният семеен хамам, състоящ се от три съседни стаи. Зад него има голяма вградена водна цистерна. Цялостната обстановка в сградата и двора възстановява духа и атмосферата на 18 век.

## Реконструкция
През 1984 година членове на Кралската датска академия на изкуствата дават идеята за използване на сградата и оформлението на двора като етнографски музей. Подготовката и реконструкцията са спонсорирани от датската фондация „Карлсберг“.
За някои части от постройката целта е старият характер и стил да се възстановят максимално. Отворени са чардаците в източното крило, премахнат е по-късно добавеният западен вход и балконът на северната фасада, които са заменени с прозорци така, както е било в първоначалния вариант. Премахнати са и другите промени, направени през 1900 година, за да се пригоди сградата към нуждите на две, а не на едно семейство. Съборени са допълнително направените преградни стени на първия и втория етаж.
Цветните лехи в двора са оформени отново и са засадени цитрусови дървета така, че да хармонират с аркадата, обрамчваща пространството. Съществуващите растения и палмови дървета са запазени. В допълнение градината е декорирана с антични каменни фрагменти и колони.

## Помещения и експонати
Помещенията в партерния етаж на сградата са използвани като стаи за прислугата, кухня, конюшни и различни складови площи. Има данни, които показват, че оригиналната къща е била по-голяма, отколкото е днес. Една от стаите на приземния етаж в северното крило е пригодена за рецепция и продажба на входни билети, а голямата северозападна стая на същото ниво се използва за изложби, лекции, музикални представления и други културни събития.
Експозицията на музея е разположена на втория етаж, до който се достига по висока дървена стълба на каменна основа, покрита с тесен, самостоятелен, керемиден покрив. Качвайки се по нея, се попада в централния салон, чието обзавеждане е от края на 19 и началото на 20 век, периода на британската окупация. То не е оригиналното, а е дарение от последния собственик на къщата.
На първия етаж стаите са структурирани по такъв начин, че да може да се ползват като изложбени площи, където с помощта на различни визуални помощни средства, както и на автентични предмети от конкретните периоди, посетителите могат да получат информация за историята на семейството на Хаджигеоргакис Корнесиос и процеса на обновяването на имението.
Вътрешното разпределение е тип вестибюлна система – от главния салон се влиза във всички основни стаи в къщата. Изложените мебели и различните предмети датират от същия период и са дарени или закупени от Министерството на старините. Помещението е било ползвано като всекидневна и е добре осветено от многобройни прозорци. На една от стените виси портретът на Константинос Захариадис, брат на последния наемател на това крило, рисуван от кипърския художник Е. Йоанидис.
В северния край на салона има малък затворен балкон с повдигнат под, издаден над главната порта. На изток от него е разположено просторно квадратно помещение с 14 прозореца в две редици, което е било използвано като молитвена стая. Тук са изложени семейни реликви, икони и образци на средновековната и по-късна керамика. Най-интересен е подаръкът от лейди Станхоуп за Юлиано Вондизиано, представляващ набор от 12 позлатени порцеланови чаши за кафе в специална кутия.
На запад от балкона се намира една голяма стая с различни експонати от османската и първите десетилетия на британската окупация като медни съдове, пушки, бижута, лули и монети. Между 17 и 19 век в страната процъфтява изработката на сребърна и златна бижутерия. Никозия е важен център на това традиционно изкуство и етнографският музей предлага характерни негови представители.
На запад от централния салон е разположена трапезарията, а на югозапад – една от спалните. И двете стаи са обзаведени в съответствие с естетиката от началото на 20 век. От южната страна на салона се влиза в коридор с големи прозорци, които гледат към двора. През него има връзка с три следващи стаи, две от които първоначално са представлявали едно общо пространство. В тях са изложени образователни материали – литература и копия на документи, осветяващи различните аспекти на личността на Хаджигеоргакис Корнесиос. Освен това съдържат планове, снимки и обяснителни текстове, които обхващат архитектурното развитие на имението и възстановителните работи. В края на коридора е поставен висок дървен часовник от 18 век, подарен на музея през 1961 година. Подобен часовник в дървена каса с корабче, което се люлее на махалото, се намира в църквата „Свети Антоний“, близо до имението.
Вратата до часовника води до официалната приемна зала, наричана „aspastikon“ (от глагола „aspazomai“, което означава „любезно и учтиво“) и се използва за посрещане на посетители. Тя се откроява от всички останали стаи заради своята богата дърворезба, позлатени и боядисани орнаменти, част от които изобразяват един, най-вероятно измислен, град. Около повдигнатия кът за сядане, на три от стените са разположени високи прозорци. Запазен е оригиналният дървен таван със сложни позлатени ленти на флорални мотиви. Украсата в нишата на северната стена представлява ограден град на брега, с куполовидни покриви, кипариси, фонтани и един мост. Градът е заобиколен от ангели, свирещи на тромпети.
Стаята е обзаведена с ниска мека мебел, с филцови покривки на диваните и кадифени възглавници. Тази реконструкция се основава на информация за обзавеждането, посочена в ръкописните регистри за имота на Хаджигеоргакис. Това са дървени панели по стените с разноцветни рисувани флорални композиции, алафранги, вградени шкафове, изкусно боядисани декорации, наподобяващи мрамор и други. Един от шкафовете представлява тайно отделение, водещо до покрива. Мебелировката е допълнена с месингов поднос на къси дървени крака, който служи като маса за сервиране и за поставяне на наргиле, както и медна подставка с капак за мангал. Обзавеждането е характерно за домовете, разположени в градските зони в Османската империя.
Интересни са четирите маслени портрета, които висят по стените на същата стая. На две от тях е изобразен Хаджигеоргакис Корнесиос, държащ ферман, облечен в шуба от овча кожа и висок самурен калпак. По онова време това е било официалното облекло на драгоманите. На другите два портрета са изобразени синът на собственика и неговата съпруга. Всички те са рисувани от Константинос Такаджис през 1851 и 1852 година.

## Галерия
- Стълбата и задната част на дворната чешма
- Част от аркадата
- Прозорците по външната фасада
- Часовникът в коридора
- Икони
- Огледало с масичка
- Част от двора
- Прозорци по фасадата към двора
- Таванът в приемната зала
- Една от спалните
- Детайл от металната табла на легло
- Седефени пафти и огърлица
- Уличка покрай страничната фасада
- Ъглов шкаф
- Метален обков на гардероб
- Централната част на дървен таван
- Женска носия
- Картата на Никозия от Кичънър (1882)